# 正税
正税（しょうぜい）または大税（たいぜい）とは、日本の律令制の令制国で、徴収した田租（および出挙の利息収入の利稲）の稲穀・穎稲（えいとう）を指す。国衙・郡衙の正倉に収められ、備蓄・出挙の元本・諸費用の支出に用いた。734年に統合などに伴い正式名となった。

## 概要
正税は、
1. 出挙本稲としての利用（利息は上記のように正税の増加分となる）。平安時代には、この部分のみを指して「正税」と呼ばれる場合があった。
2. 不動穀として、国衙や郡衙の正倉に貯蔵する（理想として、田租収入30年分（年間収穫量に匹敵）の備蓄が想定されていた）。
3. 事務経費や官人給与など、地方行政の運営費用に充てる。
4. 中央への貢納品の購入と租税・貢納品上供のための運送費用。
5. 大嘗会役の財源、神宮式年遷宮のための神税の不足の際の財源。

などに充てられることになっており、主に租税収入は稲穀として不動穀（必要に応じて災害・飢饉に対する臨時出費及び穎稲の補充・増強に回す場合もある。）に、出挙の利息は穎稲（正税稲/出挙稲）として出挙本稲及び諸経費にあてることが行われた。

## 正税の沿革

### 正税の成立
正税は本来、「大税」と呼ばれて飛鳥浄御原令期の691年に登場しているが、以前には評に所属していたと見られる郡稲との関係やそれ以前から続く屯倉との関連性については様々な学説が出ており、屯倉や国造領に納められていた租税や出挙、評稲などが大化の改新以後に再編される過程で大税と郡稲に統合・分離したと考えられるということ以外には不明である。
大宝律令の制定後、大税は民部省の監督下に置かれて708年には不動穀の制度が開始された。一方、この他に郡稲・公用稲・駅起稲などの「官稲」が定められた（雑官稲）。ところが、734年に郡稲以下の官稲が大税に統合されて「正税」が正式な名称となり、例外とされた駅起稲なども739年には統合された。これを歴史学的には「官稲混合」と呼ばれている。以後、正税に一本化されたために官稲と併称する呼称であった「大税」という言葉も用いられなくなった。ちなみに当時の正税の豊富さのエピソードとして740年には規定通りに忠実に守って絶対に外部に出されることがなかった正倉の不動穀が腐敗しているのが見つかる事故が相次いだ ために、いくら不動穀と言えども古い稲を同量の新しい稲には入れ替えるようにという命令が出されていたことが『三代類聚格』に採録された大同3年8月3日（808年8月27日）付太政官符に記されている。　　　　　　

### 正税の崩壊
ところが、744年に国分寺・国分尼寺造営のために、各令制国がそれぞれに正税2万束ずつの施入と出挙利息の造営費転用が命じられた。続いてその翌年には大国40万束・上国30万束・中国20万束・下国10万束を正税から割いて公廨稲が設置されて国司らの給与などにあてる出挙が正税とは別個に開始されると、国司は自己の収入につながる公廨稲の出挙に力を入れたために、結果的に地方財政が増加する一方で正税管理が疎かになり始めた。加えて朝廷も不動穀の充実振りに目を付けて本来であれば中央に上げられる上供分で賄うべき経費を正税から得ようとして、臨時に穎稲を上供させる「年料舂米」・「年料別納租穀」や大粮米を正税の穎稲で補う「年料租舂米」などが導入されたために大量の正税が中央に運ばれた。更に神火による正倉焼失 などに反映される地方政治の腐敗も深刻化して、各地の正税は急速に不足するようになった（「正税用尽」）。そこで平安時代に入ると、朝廷も公廨稲の利息（率分）より正税の不足分を補わせる「正税率分」の導入や格式に必要最低限の正税出挙に対する国司の支出義務（農民への強制的な貸付強制と徴収（返済）の義務化）を定めた「正税式数」を規定するなど、中央への上供体制維持を目的とした正税回復政策を取り始めた が、律令制の荒廃による租税・出挙未納もあり、平安時代中期には事実上崩壊することになった。
　　　　　　